# Mueang Songkhla (huyện)
Mueang Songkhla (tiếng Thái: เมืองสงขลา) là huyện thủ phủ (mmphoe mueang) của tỉnh Songkhla, miền nam Thái Lan.
Các huyện giáp ranh (từ phía nam theo chiều kim đồng hồ) là: Chana, Na Mom, Hat Yai và Singhanakhon của tỉnh Songkhla. Về phía đông là vịnh Thái Lan. Phía bắc huyện là hồ Songkhla.

## Hành chính
Huyện này được chia thành 6 phó huyện (tambon), các đơn vị này lại được chia ra thành 46 làng (muban). Thành phố (thesaban nakhon) Songkhla nằm trên toàn bộ tambon Bo Yang. Có 5 Tổ chức hành chính tambon.
| STT. | Tên            | Tên Thái | Số làng | Dân số |  |
| ---- | -------------- | -------- | ------- | ------ |  |
| 1.   | Bo Yang        | บ่อยาง    | -       | 74,875 |  |
| 2.   | Khao Rup Chang | เขารูปช้าง | 10      | 38,662 |  |
| 3.   | Ko Taeo        | เกาะแต้ว  | 9       | 10.608 |  |
| 4.   | Phawong        | พะวง     | 8       | 24,130 |  |
| 5.   | Thung Wang     | ทุ่งหวัง    | 10      | 10.343 |  |
| 6.   | Ko Yo          | เกาะยอ   | 9       | 4.454  |  |